# Asociación Pandina de Fútbol
La Asociación Pandina de Fútbol (Associazione calcistica di Pando, abbreviato in APF) è una federazione boliviana di calcio. Affiliata alla Federación Boliviana de Fútbol, sovrintende all'organizzazione del campionato dipartimentale di Pando.

## Storia
Fu l'ultima federazione dipartimentale a essere fondata; è anche l'unica a non aver mai qualificato alcuna squadra alla massima serie nazionale.

## Albo d'oro Primera "A"
Dal 2000
| Anno      | Campione       |
| --------- | -------------- |
| 2000      | Cobija         |
| 2001      | Cobija         |
| 2002-2004 | ?              |
| 2005      | Vaca Diez      |
| 2006      | Vaca Diez      |
| 2007      | Vaca Diez      |
| 2008      | Miraflores     |
| 2009      | Vaca Diez      |
| 2010      | Real Vaca Diez |